# Топороголовая собака

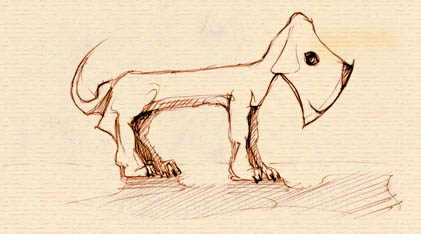
Изображение топороголовой собаки

Топороголовая собака (англ. axehandle hound) — мифическое существо, по легендам, живущее в штатах Миннесота и Висконсин. Внешне похоже на собаку топорообразной формы: голова по форме напоминает лезвие топора, дополненное ручкообразным туловищем с короткими ногами. Ведёт ночной образ жизни, перемещаясь от лагеря к лагерю в поисках еды. Питается исключительно рукоятками топоров, которые были оставлены без присмотра. В Миннесоте есть палаточный лагерь каноэ «Axehandle Hound», посвящённый фольклорному существу.